# 21A busz (Miskolc)
A miskolci 21A jelzésű autóbuszok a Szondi György utca és az Újgyőri főtér között közlekedtek. A vonalat a 2010. március 1-jei átszervezés alkalmával hozták létre, a 99-es vonal megszüntetésével és a 21-es buszjáratok útvonalának meghosszabbításával (gyakorlatilag a két vonal összevonásával) egy időben. A járat 2011. június 5-ével megszűnt.
2023. október 16-tól azonos útvonalon, 21G jelzéssel közlekedik járat munkanapokon.

## Megállóhelyei
| Perc | Megállóhely          | Perc | Átszállási lehetőségek                              |
| ---- | -------------------- | ---- | --------------------------------------------------- |
| 0    | Szondi György utca   | 22   | 21                                                  |
| -    | Üteg utca            | 21   | 1, 8, 21                                            |
| 3    | Selyemrét            | 20   | 1A, 21, 31, Auchan 1, 2                             |
| 7    | Vízügyi Igazgatóság  | 17   | 3, 3A, 4, 21, 31                                    |
| 8    | Vörösmarty városrész | 15   | 21, 32, Auchan                                      |
| 10   | Szemere utca         | 13   | 2, 12, 14, 14H, 21, 22, 33, 35, 35É, 38, 44, Auchan |
| 12   | Erzsébet tér         | 11   | 21, 33                                              |
| 14   | Teleki utca          | 10   | 21, 33                                              |
| 15   | Nagyváthy utca       | 8    | 21, 33                                              |
| 17   | Wesselényi utca      | 7    | 21                                                  |
| 19   | Tímármalom utca      | 5    | 21, 33                                              |
| 20   | Kiss Ernő utca       | 4    | 21                                                  |
| -    | Vasgyári út          | 2    | 21                                                  |
| 22   | Újgyőri főtér        | 0    | 1, 1A, 6, 9, 16, 19, 21, 29, 67, 68 1, 2            |